# Tim's Bio: Life from da Bassment
Albums de Timbaland
Welcome to Our World
(1997) Indecent Proposal
(2001)
Singles
1. Here We Come
Sortie : Novembre 1998
2. Keep It Real
Sortie : 1999
3. Lobster & Scrimp
Sortie : 21 mai 1999
4. Can't Nobody
Sortie : 21 septembre 1999

Tim's Bio: Life from da Bassment est le premier album studio de Timbaland, sorti le 24 novembre 1998.
Timbaland le produit entièrement et y invite beaucoup de guest stars.
L'album s'est classé 11e au Top R&B/Hip-Hop Albums et 41e au Billboard 200.

## Liste des titres
| No  | Titre                                                               | Contient un (des) sample(s) de                                              | Durée |
| --- | ------------------------------------------------------------------- | --------------------------------------------------------------------------- | ----- |
| 1.  | Intro (featuring T.K. Kirkland)                                     |                                                                             | 1:08  |
| 2.  | I Get It On (featuring Bassey)                                      |                                                                             | 4:41  |
| 3.  | To My (featuring Nas et Mad Skillz)                                 | The Thrill Is Gone d'Aretha Franklin                                        | 3:44  |
| 4.  | Here We Come (featuring Magoo et Missy Elliott)                     | Spider-Man (Theme) de Robert « Bob » Harris                                 | 4:21  |
| 5.  | Wit' Yo' Bad Self (featuring Mad Skillz)                            | I Dream of Jeannie d'Hugo Montenegro Eric B. Is President d'Eric B. & Rakim | 4:09  |
| 6.  | Lobster & Scrimp (featuring Jay-Z)                                  | No, No, No (Part II) de Destiny's Child featuring Wyclef Jean               | 4:53  |
| 7.  | What Cha Know About This (featuring Mocha et Babe Blue)             |                                                                             | 4:31  |
| 8.  | Can't Nobody? (featuring 1 Life 2 Live et Lil' Man)                 | Beat Box (Diversion One) d'Art of Noise                                     | 4:25  |
| 9.  | What Cha Talkin' Bout (featuring Lil' Man, Static & Magoo)          |                                                                             | 4:33  |
| 10. | Put 'Em On (featuring Static et Yaushameen Michael)                 |                                                                             | 4:39  |
| 11. | Phat Rabbit (featuring Ludacris)                                    | Are You That Somebody? d'Aaliyah featuring Timbaland                        | 4:57  |
| 12. | Who Am I (featuring Twista)                                         |                                                                             | 4:16  |
| 13. | Talking on the Phone (featuring Keli Nicole Price et Missy Elliott) | Fat Albert Theme d'Ed Fournier et Ricky Sheldon                             | 5:04  |
| 14. | Keep It Real (featuring Ginuwine)                                   |                                                                             | 3:45  |
| 15. | John Blaze (featuring Aaliyah et Missy Elliott)                     |                                                                             | 4:00  |
| 16. | Birthday (featuring Playa)                                          |                                                                             | 4:40  |
| 17. | 3:30 in the Morning (featuring Virginia Williams)                   |                                                                             | 3:29  |
| 18. | Outro                                                               |                                                                             | 1:47  |
| 19. | Bringin' It (featuring Troy Mitchell)                               |                                                                             | 3:15  |